# Aleksandr Waniuszyn
Aleksandr Fiodorowicz Waniuszyn, ros. Александр Фёдорович Ванюшин (ur. 30 października?/12 listopada 1900 we wsi Gosz w guberni twerskiej, zm. 24 sierpnia 1946 w ZSRR) – radziecki wojskowy (pułkownik), propagandysta, a następnie szef sztabu i zastępca dowódcy wojsk lotniczych Sił Zbrojnych Komitetu Wyzwolenia Narodów Rosji podczas II wojny światowej.

## Życiorys
W 1913 ukończył szkołę ziemską. Pracował w służbie leśnej. Uczestniczył w wojnie domowej w Rosji. W 1918 wstąpił do wojsk bolszewickich. Od września tego roku był instruktorem oddziału propagandowego miejscowego oddziału Rosyjskiej Partii Komunistycznej (bolszewików). Od lutego do kwietnia 1919 r. był funkcjonariuszem oddziału specjalnego WKP(b). Następnie służył w 1 pułku zapasowym Frontu Wschodniego. 10 maja 1920 objął funkcję instruktora politycznego baterii w brygadzie artylerii specjalnego przeznaczenia Ogólnorosyjskiego Centralnego Komitetu Wykonawczego Rad. 1 lipca został szefem informacji oddziału politycznego brygady, zaś na pocz. grudnia w 2 Dywizji Kawalerii. Od 28 grudnia był zastępcą komisarza politycznego 5 Zaamurskiego Pułku Kawalerii. 5 lutego 1921 r. został szefem wydziału ogólnego w oddziale politycznym Frontu Kaukaskiego. Od września 1921 do marca 1922 pełnił funkcję inspektora czerepowieckiej CzeKi, a następnie zastępcy komisarza wojskowego 3 Nowochoperskiego Pułku Kawalerii. Od września 1922 czasowo pełnił obowiązki zastępcy szefa oddziału politycznego 2 Turkiestańskiej Brygady Kawalerii. Od grudnia 1922 do kwietnia 1923 był zastępcą komisarza wojskowego 6 Bałaszewskiego Pułku Kawalerii, po czym skierowano go do rezerwy zarządu politycznego Leningradzkiego Okręgu Wojskowego. We wrześniu 1923 został politrukiem dywizyjnej szkoły kawaleryjskiej 4 Dywizji Kawalerii, w kwietniu 1924 szwadronu karabinów maszynowych 20 Salskiego Pułku Kawalerii, w grudniu 1924 szwadronu 19 Manczynskiego Pułku Kawalerii, zaś w lutym 1925 szkoły pułkowej. Latem 1927 r. ukończył kurs kawaleryjski, po czym został instruktorem na tym kursie. Od marca 1929 dowodził szwadronem 29 Pułku Kawalerii. Od listopada był zastępcą szefa sztabu 27 Pułku Kawalerii. W maju 1934 r. ukończył szkołę lotniczą, po czym objął funkcję szefa sztabu 45 Eskadry Lotniczej. 14 marca 1936 awansował do stopnia majora. Od lipca był szefem oddziału operacyjnego sztabu 1 Korpusu Lotniczego Ciężkich Bombowców Specjalnego Przeznaczenia. Od września 1937 był szefem sztabu 2 Armii Lotniczej, zaś od października 1938 w stopniu pułkownika wojsk lotniczych Samodzielnego Turkiestańskiego Okręgu Wojskowego. W sierpniu 1940 został szefem sztabu 2 Samodzielnej Bazy Lotniczej. Od listopada był szefem sztabu wojsk lotniczych Nadbałtyckiego Samodzielnego Okręgu Wojskowego. W sierpniu 1941 został pełniącym obowiązki dowódcy wojsk lotniczych 20 Armii. W październiku dostał się do niewoli niemieckiej. Od 1942 pracował w organizacji propagandowej Vineta. Z powodu niesubordynacji pod koniec 1942 został osadzony w oflagu XIII-D w Hammelburgu. Następnie przeniesiono do obozu jenieckiego dla lotników w Suwałkach. W grudniu 1944 wstąpił do Sił Zbrojnych KONR. Od 13 lutego 1945 w stopniu pułkownika pełnił funkcję szefa sztabu i zastępcy dowódcy wojsk lotniczych Sił Zbrojnych KONR. 30 kwietnia poddał się Amerykanom. Został deportowany do ZSRR. Po procesie skazano go na karę śmierci, 24 sierpnia 1946 wykonaną przez rozstrzelanie.